# デンマーク王位継承法
1953年3月27日のデンマーク王位継承法（英語: Danish Act of Succession of 27 March 1953）は、1953年の国民投票を経て成立したデンマークにおける王位継承順位を定めた法。

## 内容
本法はそれまで長男相続制だったデンマークの王位継承を男子優先長子相続制に変更した。当時のデンマーク王フレゼリク9世には3人の娘がいたが息子はなく、この法が成立したことで推定相続人は王弟クヌーズからマルグレーテ王女に変わった。イングリッド王妃は国民投票時点で43歳と、すでに出産が期待できる年齢を過ぎており、マルグレーテの王位継承は実質的にはこのときに決定された。

## 2009年の改正
2009年デンマーク王位継承法国民投票によりデンマーク王位継承法は改正され、男子優先長子相続制から長子相続制に変更された。これにより国王の長子は男女にかかわらず法定推定相続人になる。改正には有権者の40％が賛成する必要があるため、投票前では拮抗が予想されたが、最終的には投票者の85％（有権者の45％）が賛成票を投じて改正が成立した。改正時点では継承順位に影響がなかったが、2011年にヴィンセント王子が生まれたことで初めて継承順位に影響した（改正前ならばヴィンセントは姉のイサベラ王女に優先するが、改正後はイサベラが優先） 。